# Francisco Villa, Palenque
Francisco Villa är en ort i Mexiko.   Den ligger i kommunen Palenque och delstaten Chiapas, i den sydöstra delen av landet, 800 km öster om huvudstaden Mexico City. Francisco Villa ligger 165 meter över havet och antalet invånare är 131.
Terrängen runt Francisco Villa är huvudsakligen kuperad, men österut är den platt. Runt Francisco Villa är det ganska glesbefolkat, med 32 invånare per kvadratkilometer. Närmaste större samhälle är Licenciado Gustavo Díaz Ordaz, 1,8 km nordväst om Francisco Villa. I omgivningarna runt Francisco Villa växer i huvudsak städsegrön lövskog.